# Пітуіцитома
Пітуіцитома — це рідкісна пухлина головного мозку, що походить з клітин гіпофізу.

## Патологічна анатомія
Вважається, що пітуіцитома є наслідком неопластичної трансформації паренхіматозних клітин (пітуіцитів) задньої долі гіпофізу. Також існує думка, що пітуіцитома може походити з клітин передньої долі гіпофіза (фолікулостелатні клітини, англ. folliculostellate cells). В цьому разі така пухлина класифікується як low-grade гліома. Пітуіцитома має солідний та неінфільтративний тип росту.

## Клінічна картина
Пітуіцитома діагностується переважно у дорослих пацієнтів. Пацієнти можуть скаржитись на проблеми з зором та різні розлади ендокринної системи, в залежності від залучення тих чи інших клітин задньої долі гіпофізу.

## Диференційна діагностика
Пітуіцитому слід відрізняти від аденоми гіпофіза, що має схожі симптоми та анатомічне розташування.

## Лікування
Лікування пітуіцитоми оперативне, проте хірургічного консенсусу щодо лікування даного новоутворення немає. Виконується транссфеноїдальна резекція ураженої хворобою частини гіпофізу.